# II-divisioona 2012
La II-divisioona 2012 è stata la 19ª edizione del campionato di football americano di terzo livello, organizzato dalla SAJL.

## Squadre partecipanti
| Club                     | Città        | Stadio | Sponsor ufficiale | Risultato nella stagione 2011 |
| ------------------------ | ------------ | ------ | ----------------- | ----------------------------- |
| Hämeenlinna Huskies      | Hämeenlinna  |        |                   |                               |
| Hanko Sun City           | Hanko        |        |                   |                               |
| Helsinki Wolverines II   | Helsinki     |        |                   |                               |
| Hyvinkää Falcons         | Hyvinkää     |        |                   |                               |
| Joensuu Wolves           | Joensuu      |        |                   |                               |
| Jyväskylä Pirates        | Jyväskylä    |        |                   |                               |
| Kuopio Steelers          | Kuopio       |        |                   |                               |
| Lahti Panthers           | Lahti        |        |                   |                               |
| Lappeenranta Rajaritarit | Lappeenranta |        |                   |                               |
| Mikkeli Bouncers         | Mikkeli      |        |                   |                               |
| Raisio Oakmen            | Raisio       |        |                   |                               |
| Salo Scorpions           | Salo         |        |                   |                               |
| Tampere Saints           | Tampere      |        |                   |                               |
| Vaasa Vikings            | Vaasa        |        |                   |                               |

## Stagione regolare

### Calendario

#### 1ª giornata
| Lahti 19 maggio 2012, ore 12:30 | Lahti Panthers | 0 – 57 | Hyvinkää Falcons | Mukkulan keinonurmi |

| Helsinki 19 maggio 2012, ore 13:00 | Helsinki Wolverines II | 7 – 20 | Tampere Saints | Velodromo di Helsinki |

| Salo 19 maggio 2012, ore 16:00 | Salo Scorpions | 9 – 6 | Hanko Sun City | Keskusurheilupuiston keinonurmi |

| Jyväskylä 20 maggio 2012, ore 15:00 | Jyväskylä Pirates | 14 – 26 | Vaasa Vikings | Palokan keinonurmi |

| Lappeenranta 20 maggio 2012, ore 15:00 | Lappeenranta Rajaritarit | 6 – 8 | Hämeenlinna Huskies | Ammattikoulun lämmitettävä kenttä |

#### 2ª giornata
| Vaasa 26 maggio 2012, ore 13:15 | Vaasa Vikings | 47 – 0 | Joensuu Wolves | Botniahallin ulkokeinonurmi |

| Hyvinkää 26 maggio 2012, ore 14:00 | Hyvinkää Falcons | 49 – 2 | Hämeenlinna Huskies | Perttulan kenttä |

| Helsinki 26 maggio 2012, ore 18:00 | Helsinki Wolverines II | 19 – 12 | Salo Scorpions | Velodromo di Helsinki |

| Mikkeli 27 maggio 2012, ore 15:00 | Mikkeli Bouncers | 21 – 30 | Lappeenranta Rajaritarit | Urpolan tekonurmi |

| Hanko 27 maggio 2012, ore 16:00 | Hanko Sun City | 0 – 6 | Raisio Oakmen | Rukki Arena |

#### 3ª giornata
| Lahti 9 giugno 2012, ore 12:30 | Lahti Panthers | 43 – 20 | Lappeenranta Rajaritarit | Mukkulan keinonurmi |

| Joensuu 9 giugno 2012, ore 13:00 | Joensuu Wolves | 0 – 61 | Kuopio Steelers | Utran tekonurmi |

| Hämeenlinna 9 giugno 2012, ore 15:00 | Hämeenlinna Huskies | 0 – 37 | Mikkeli Bouncers | Pullerin kenttä |

| Hanko 10 giugno 2012, ore 16:00 | Hanko Sun City | 0 – 6 | Tampere Saints | Rukki Arena |

| Salo 10 giugno 2012, ore 18:30 | Salo Scorpions | 14 – 23 | Raisio Oakmen | Keskusurheilupuiston keinonurmi |

#### 4ª giornata
| Helsinki 16 giugno 2012, ore 13:00 | Helsinki Wolverines II | 33 – 9 | Hanko Sun City | Velodromo di Helsinki |

| Hyvinkää 16 giugno 2012, ore 14:00 | Hyvinkää Falcons | 62 – 6 | Mikkeli Bouncers | Perttulan kenttä |

| Hämeenlinna 16 giugno 2012, ore 15:00 | Hämeenlinna Huskies | 9 – 0 | Lahti Panthers | Pullerin kenttä |

| Jyväskylä 17 giugno 2012, ore 12:00 | Jyväskylä Pirates | 28 – 0 | Joensuu Wolves | Palokan keinonurmi |

| Raisio 17 giugno 2012, ore 13:00 | Raisio Oakmen | 0 – 25 | Tampere Saints | Kerttulan Urheilukenttä |

| Vaasa 17 giugno 2012, ore 14:00 | Vaasa Vikings | 0 – 30 (a tavolino) | Kuopio Steelers | Palosaaren kenttä |

#### 5ª giornata
| Kuopio 30 giugno 2012, ore 15:00 | Kuopio Steelers | 35 – 0 | Jyväskylä Pirates | Väinölänniemen stadion |

| Tampere 30 giugno 2012, ore 16:00 | Tampere Saints | 41 – 0 | Salo Scorpions | Pyynikin urheilukenttä |

| Mikkeli 1º luglio 2012, ore 12:30 | Mikkeli Bouncers | 31 – 0 | Lahti Panthers | Lähemäen nurmikenttä |

| Raisio 1º luglio 2012, ore 13:00 | Raisio Oakmen | 9 – 17 | Helsinki Wolverines II | Kerttulan Urheilukenttä |

| Lappeenranta 1º luglio 2012, ore 15:00 | Lappeenranta Rajaritarit | 0 – 51 | Hyvinkää Falcons | Lauritsalan kenttä |

#### 6ª giornata
| Joensuu 7 luglio 2012, ore 13:00 | Joensuu Wolves | 7 – 57 | Vaasa Vikings | Utran tekonurmi |

| Hanko 7 luglio 2012, ore 13:00 | Hanko Sun City | 6 – 26 | Helsinki Wolverines II | Rukki Arena |

| Hämeenlinna 7 luglio 2012, ore 15:00 | Hämeenlinna Huskies | 0 – 47 | Hyvinkää Falcons | Pullerin kenttä |

| Tampere 7 luglio 2012, ore 16:00 | Tampere Saints | 27 – 0 | Raisio Oakmen | Pyynikin urheilukenttä |

| Lappeenranta 8 luglio 2012, ore 15:00 | Lappeenranta Rajaritarit | 18 – 20 | Mikkeli Bouncers | Lauritsalan kenttä |

#### 7ª giornata
| Salo 21 luglio 2012, ore 13:00 | Salo Scorpions | 29 – 13 | Helsinki Wolverines II | Keskusurheilupuiston keinonurmi |

| Raisio 21 luglio 2012, ore 13:00 | Raisio Oakmen | 15 – 26 | Hanko Sun City | Kerttulan Urheilukenttä |

| Hyvinkää 21 luglio 2012, ore 14:00 | Hyvinkää Falcons | 56 – 0 | Lappeenranta Rajaritarit | Perttulan kenttä |

| Lahti 21 luglio 2012, ore 14:30 | Lahti Panthers | 3 – 48 | Mikkeli Bouncers | Mukkulan keinonurmi |

| Kuopio 22 luglio 2012, ore 15:00 | Kuopio Steelers | 79 – 0 | Joensuu Wolves | Väinölänniemen stadion |

#### 8ª giornata
| Mikkeli 28 luglio 2012, ore 14:00 | Mikkeli Bouncers | 6 – 0 | Hämeenlinna Huskies | Lähemäen nurmikenttä |

| Hanko 28 luglio 2012, ore 14:00 | Hanko Sun City | 20 – 18 | Salo Scorpions | Rukki Arena |

| Tampere 28 luglio 2012, ore 16:00 | Tampere Saints | 20 – 6 | Helsinki Wolverines II | Pyynikin urheilukenttä |

| Vaasa 29 luglio 2012, ore 14:00 | Vaasa Vikings | 79 – 0 | Jyväskylä Pirates | Palosaaren kenttä |

| Lappeenranta 29 luglio 2012, ore 15:00 | Lappeenranta Rajaritarit | 8 – 6 | Lahti Panthers | Lauritsalan kenttä |

#### Anticipi 1
| Hyvinkää 4 agosto 2012, ore 14:00 | Hyvinkää Falcons | 76 – 0 | Lahti Panthers | Perttulan kenttä |

#### 9ª giornata
| Joensuu 11 agosto 2012, ore 13:00 | Joensuu Wolves | 0 – 39 | Jyväskylä Pirates | Utran tekonurmi |

| Helsinki 11 agosto 2012, ore 13:00 | Helsinki Wolverines II | 18 – 7 | Raisio Oakmen | Velodromo di Helsinki |

| Kuopio 11 agosto 2012, ore 15:00 | Kuopio Steelers | 28 – 26 | Vaasa Vikings | Väinölänniemen stadion |

| Hämeenlinna 11 agosto 2012, ore 15:00 | Hämeenlinna Huskies | 0 – 12 | Lappeenranta Rajaritarit | Pullerin kenttä |

| Salo 12 agosto 2012, ore 18:30 | Salo Scorpions | 8 – 56 | Tampere Saints | Keskusurheilupuiston keinonurmi |

#### 10ª giornata
| Raisio 17 agosto 2012, ore 19:00 | Raisio Oakmen | 6 – 28 | Salo Scorpions | Kerttulan Urheilukenttä |

| Lahti 18 agosto 2012, ore 11:00 | Lahti Panthers | 7 – 10 | Hämeenlinna Huskies | Mukkulan keinonurmi |

| Mikkeli 18 agosto 2012, ore 13:00 | Mikkeli Bouncers | 6 – 15 | Hyvinkää Falcons | Urpolan tekonurmi |

| Jyväskylä 18 agosto 2012, ore 15:00 | Jyväskylä Pirates | 6 – 27 | Kuopio Steelers | Palokan keinonurmi |

| Tampere 18 agosto 2012, ore 16:00 | Tampere Saints | 24 – 0 | Hanko Sun City | Pyynikin urheilukenttä |

### Classifiche
Le classifiche della regular season sono le seguenti:
- PCT = percentuale di vittorie, G = partite giocate, V = partite vinte,  P = partite perse, PF = punti fatti, PS = punti subiti

#### Girone 1
| Pos. | Squadra           | PCT   | G | V | N | P | PF  | PS  |
| ---- | ----------------- | ----- | - | - | - | - | --- | --- |
| 1    | Kuopio Steelers   | 1.000 | 6 | 6 | 0 | 0 | 260 | 32  |
| 2    | Vaasa Vikings     | .667  | 6 | 4 | 0 | 2 | 235 | 79  |
| 3    | Jyväskylä Pirates | .333  | 6 | 2 | 0 | 4 | 87  | 167 |
| 4    | Joensuu Wolves    | .000  | 6 | 0 | 0 | 6 | 7   | 311 |

#### Girone 2
| Pos. | Squadra                  | PCT   | G | V | N | P | PF  | PS  |
| ---- | ------------------------ | ----- | - | - | - | - | --- | --- |
| 1    | Hyvinkää Falcons         | 1.000 | 8 | 8 | 0 | 0 | 413 | 14  |
| 2    | Mikkeli Bouncers         | .625  | 8 | 5 | 0 | 3 | 175 | 128 |
| 3    | Lappeenranta Rajaritarit | .375  | 8 | 3 | 0 | 5 | 94  | 205 |
| 4    | Hämeenlinna Huskies      | .375  | 8 | 3 | 0 | 5 | 29  | 164 |
| 5    | Lahti Panthers           | .125  | 8 | 1 | 0 | 7 | 59  | 259 |

#### Girone 3
| Pos. | Squadra                | PCT   | G | V | N | P | PF  | PS  |
| ---- | ---------------------- | ----- | - | - | - | - | --- | --- |
| 1    | Tampere Saints         | 1.000 | 8 | 8 | 0 | 0 | 257 | 28  |
| 2    | Helsinki Wolverines II | .625  | 8 | 5 | 0 | 3 | 139 | 112 |
| 3    | Salo Scorpions         | .375  | 8 | 3 | 0 | 5 | 118 | 184 |
| 4    | Raisio Oakmen          | .250  | 8 | 2 | 0 | 6 | 66  | 155 |
| 5    | Hanko Sun City         | .250  | 8 | 2 | 0 | 6 | 74  | 175 |

## Playoff

### Tabellone
|  | Wild Card | Wild Card              | Wild Card      |                 |     | Semifinali       | Semifinali       | Semifinali |  |  | II Rautamalja | II Rautamalja | II Rautamalja |  |
|  |           |                        |                |                 |     |                  |                  |            |  |  |               |               |               |  |
|  |           |                        |                |                 |     | 1-2              | Hyvinkää Falcons | 39         |  |  |               |               |               |  |
|  |           |                        |                |                 |     | 1-2              | Hyvinkää Falcons | 39         |  |  |               |               |               |  |
|  |           |                        | 2-1            | Vaasa Vikings   | 7   |                  |                  |            |  |  |               |               |               |  |
|  | 2-1       | Vaasa Vikings          | 2-1            | Vaasa Vikings   | 7   | 49               |                  |            |  |  |               |               |               |  |
|  | 2-1       | Vaasa Vikings          |                |                 |     |                  |                  |            |  |  |               |               |               |  |
|  | 2-2       | Mikkeli Bouncers       | 20             |                 |     |                  |                  |            |  |  |               |               |               |  |
|  | 2-2       | Mikkeli Bouncers       | 20             |                 | 1-2 | Hyvinkää Falcons | 31               |            |  |  |               |               |               |  |
|  |           |                        |                |                 |     |                  |                  |            |  |  |               |               |               |  |
|  |           |                        | 1-3            | Tampere Saints  | 17  |                  |                  |            |  |  |               |               |               |  |
|  |           |                        |                | Tampere Saints  | 17  |                  |                  |            |  |  |               |               |               |  |
|  |           |                        |                |                 |     |                  |                  |            |  |  |               |               |               |  |
|  |           |                        |                |                 |     |                  |                  |            |  |  |               |               |               |  |
|  |           | 1-3                    | Tampere Saints | 21              |     |                  |                  |            |  |  |               |               |               |  |
|  |           |                        |                | 21              |     |                  |                  |            |  |  |               |               |               |  |
|  |           |                        | 1-1            | Kuopio Steelers | 7   |                  |                  |            |  |  |               |               |               |  |
|  | 1-1       | Kuopio Steelers        | 1-1            | Kuopio Steelers | 7   | 28               |                  |            |  |  |               |               |               |  |
|  | 1-1       | Kuopio Steelers        |                |                 |     |                  |                  |            |  |  |               |               |               |  |
|  | 2-3       | Helsinki Wolverines II | 0              |                 |     |                  |                  |            |  |  |               |               |               |  |

### Wild Card
| Vaasa 2 settembre 2012, ore 14:00 | Vaasa Vikings | 49 – 20 | Mikkeli Bouncers | Palosaaren kenttä |

| Kuopio 2 settembre 2012, ore 15:00 | Kuopio Steelers | 28 – 0 | Helsinki Wolverines II | Väinölänniemen stadion |

### Semifinali
| Tampere 8 settembre 2012, ore 16:00 | Tampere Saints | 21 – 7 | Kuopio Steelers | Pyynikin urheilukenttä |

| Hyvinkää 9 settembre 2012, ore 14:00 | Hyvinkää Falcons | 39 – 7 | Vaasa Vikings | Perttulan kenttä |

### II Rautamalja
| Hyvinkää 15 settembre 2012, ore 14:00 | Hyvinkää Falcons | 31 – 17 | Tampere Saints | Perttulan kenttä |

## Verdetti
- Hyvinkää Falcons Vincitori del Rautamalja 2012